# طرخشقون أحمر داكن
طرخشقون أحمر داكن (الاسم العلمي:Taraxacum rubidum) هو نوع من النباتات يتبع جنس الطرخشقون من الفصيلة النجمية.